# Ichthyomyzon bdellium
Ichthyomyzon bdellium är en ryggsträngsdjursart som först beskrevs av Jordan 1885.  Ichthyomyzon bdellium ingår i släktet Ichthyomyzon och familjen nejonögon. Inga underarter finns listade i Catalogue of Life.